# 通貝斯省

通貝斯省（西班牙語：Provincia de Tumbes），是秘魯的省份，位於該國西北部通貝斯大區，首府是通貝斯，海拔高度7米，面積1,801平方公里，2007年人口142,338，人口密度每平方公里79.04人。